# Communauté d'agglomération Bourges Plus
Bourges Plus est une communauté d'agglomération française, située dans le département du Cher et la région Centre-Val de Loire.

## Historique
- 21 octobre 2002 : création de la communauté d'agglomération
- 1er janvier 2004 : adhésion des communes d'Arçay et Morthomiers
- 31 décembre 2013 : adhésion des communes de Lissay-Lochy et Vorly, initialement membres de l'ancienne communauté de communes des Rampennes[1]
- 1er janvier 2019 : adhésion de la commune de Mehun-sur-Yèvre, initialement membre de communauté de communes Cœur de Berry[2]

## Territoire communautaire

### Géographie
Située au centre du département du Cher, la communauté d'agglomération Bourges Plus regroupe 17 communes et présente une superficie de 417,3 km2.

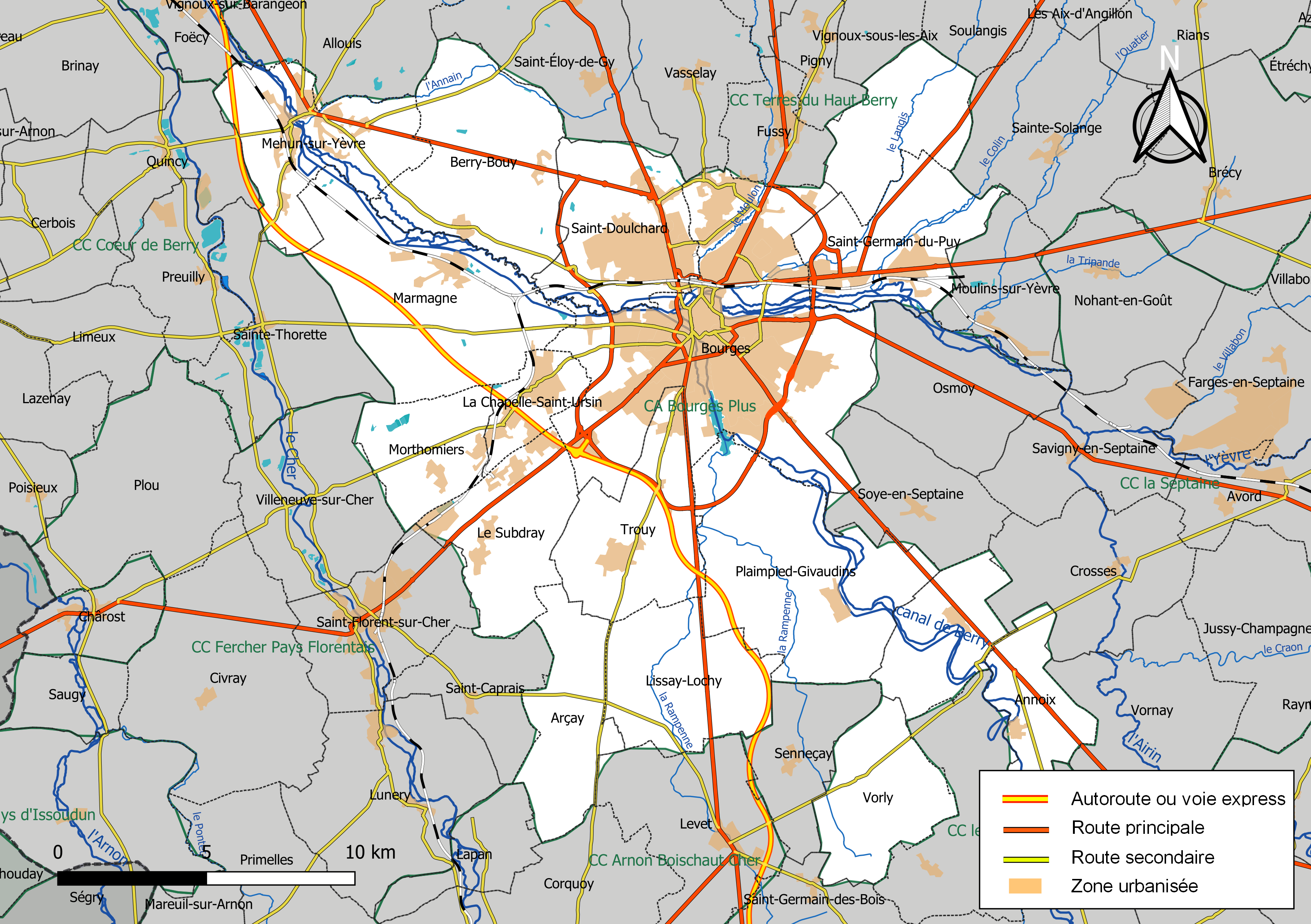
Carte de la communauté d'agglomération Bourges Plus au 1er janvier 2019.

### Composition

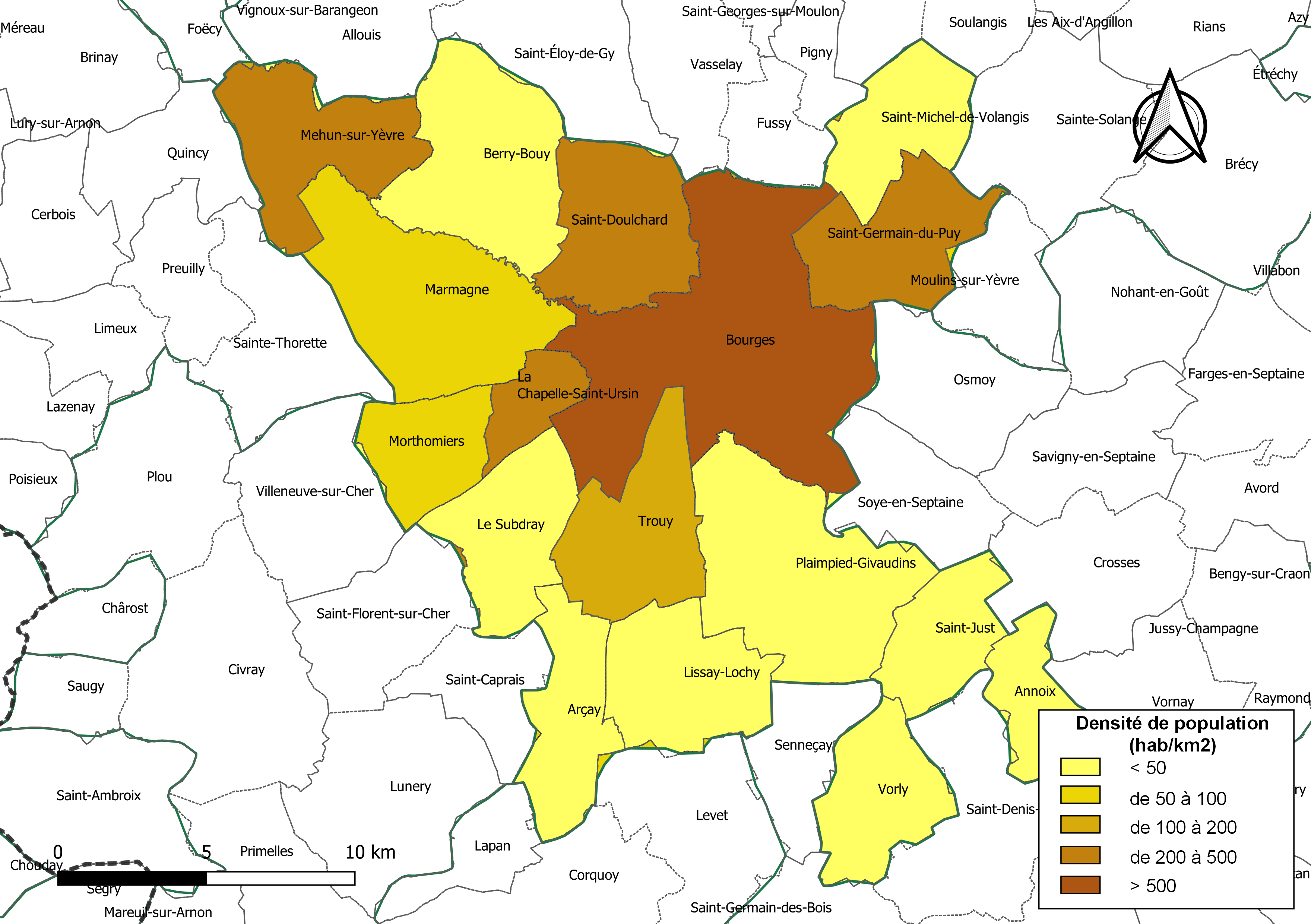
Carte des densités de population (millésimée 2016) des communes de la communauté d'agglomération Bourges Plus. Composition en communes au 1er janvier 2019.

La communauté d'agglomération est composée des 17 communes suivantes :

| Nom                      | Code Insee | Gentilé       | Superficie (km2) | Population (dernière pop. légale) | Densité (hab./km2) |
| ------------------------ | ---------- | ------------- | ---------------- | --------------------------------- | ------------------ |
| Bourges (siège)          | 18033      | Berruyers     | 68,74            | 64 238 (2022)                     | 935                |
| Annoix                   | 18006      | Annoyens      | 11,79            | 251 (2022)                        | 21                 |
| Arçay                    | 18008      | Arçois        | 18,32            | 488 (2022)                        | 27                 |
| Berry-Bouy               | 18028      | Berryboïciens | 30,87            | 1 171 (2022)                      | 38                 |
| La Chapelle-Saint-Ursin  | 18050      | Chapellois    | 7,83             | 3 687 (2022)                      | 471                |
| Lissay-Lochy             | 18129      |               | 22,06            | 226 (2022)                        | 10                 |
| Marmagne                 | 18138      | Marmignauds   | 37,66            | 1 934 (2022)                      | 51                 |
| Mehun-sur-Yèvre          | 18141      | Mehunois      | 24,45            | 6 394 (2022)                      | 262                |
| Morthomiers              | 18157      | Marémortains  | 14,54            | 815 (2022)                        | 56                 |
| Plaimpied-Givaudins      | 18180      | Plaimpiédois  | 40,51            | 2 104 (2022)                      | 52                 |
| Saint-Doulchard          | 18205      | Dolchardiens  | 24,01            | 9 650 (2022)                      | 402                |
| Saint-Germain-du-Puy     | 18213      | Germinois     | 21,63            | 4 852 (2022)                      | 224                |
| Saint-Just               | 18218      |               | 15,12            | 646 (2022)                        | 43                 |
| Saint-Michel-de-Volangis | 18226      |               | 17,42            | 466 (2022)                        | 27                 |
| Le Subdray               | 18255      | Subdréens     | 20,28            | 968 (2022)                        | 48                 |
| Trouy                    | 18267      | Trucidiens    | 23,19            | 4 034 (2022)                      | 174                |
| Vorly                    | 18288      | Vorlaisiens   | 18,84            | 248 (2022)                        | 13                 |

### Démographie
| 1968   | 1975    | 1982    | 1990    | 1999    | 2008    | 2013    | 2018    |
| ------ | ------- | ------- | ------- | ------- | ------- | ------- | ------- |
| 90 626 | 104 542 | 108 169 | 110 143 | 107 675 | 105 277 | 104 666 | 102 679 |

## Administration

### Siège
Le siège de la communauté d'agglomération est situé à Bourges.

### Élus
Le conseil communautaire de la communauté d'agglomération se compose de 70 conseillers, représentant chacune des communes membres et élus pour une durée de six ans.
Ils sont répartis comme suit :
| Nombre de conseillers | Communes                                               |
| --------------------- | ------------------------------------------------------ |
| 35                    | Bourges                                                |
| 8                     | Saint-Doulchard                                        |
| 5                     | Mehun-sur-Yèvre                                        |
| 4                     | Saint-Germain-du-Puy                                   |
| 3                     | Trouy                                                  |
| 2                     | La Chapelle-Saint-Ursin, Marmagne, Plaimpied-Givaudins |
| 1 (+1 suppléant)      | les 9 autres communes                                  |

Le conseil communautaire du 15 juillet 2020 a élu sa présidente, Irène FELIX, conseillère municipale de Bourges ainsi que son bureau pour le mandat 2020-2026, constitué du président, de 15 vice-présidents et de 5 délégués communautaires, chaque commune membre est représentée par au moins un membre du bureau. Il s'agit de  :  
Vice-présidents
| Yann GALUT                        | 1er Vice-Président |
| Maire de Bourges                  |                    |
| Richard BOUDET                    | 2e Vice-Président  |
| Maire de Saint-Doulchard          |                    |
| Jean-Louis SALAK                  | 3e Vice-Président  |
| Maire de Mehun-sur-Yèvre          |                    |
| Marie-Christine BAUDOUIN          | 4e Vice-Présidente |
| Maire de Saint-Germain du Puy     |                    |
| Gérard SANTOSUOSSO                | 5e Vice-Président  |
| Conseiller municipal de Trouy     |                    |
| Yvon BEUCHON                      | 6e Vice-Président  |
| Maire de La Chapelle-Saint-Ursin  |                    |
| Patrick BARNIER                   | 7e Vice-Président  |
| Maire de Plaimpied Givaudins      |                    |
| Bernard DUPERAT                   | 8e Vice-Président  |
| Maire de Marmagne                 |                    |
| Bernadette GOIN DEMAY             | 9e Vice-Président  |
| Maire de Berry-Bouy               |                    |
| Bruno FOUCHET                     | 10e Vice-Président |
| Maire du Subdray                  |                    |
| Daniel GRAVELET                   | 11e Vice-Président |
| Maire de Morthomiers              |                    |
| Stéphane GARCIA                   | 12e Vice-Président |
| Maire de Saint-Just               |                    |
| Denis POYET                       | 13e Vice-Président |
| Maire de Saint-Michel-de-Volangis |                    |
| Corinne LEFEBVRE                  | 14e Vice-Président |
| Maire de Vorly                    |                    |
| Evelyne SEGUIN                    | 15e Vice-Président |
| Maire de Lissay-Lochy             |                    |

Conseillers délégués
| Alain MAZE                        | Conseiller délégué |
| Maire d'Annoix                    |                    |
| Stéphane HAMELIN                  | Conseiller délégué |
| Maire d'Arçay                     |                    |
| Catherine PALLOT                  | Conseiller délégué |
| Conseillère municipale de Bourges |                    |
| Marc STOQUERT                     | Conseiller délégué |
| Conseiller municipal de Bourges   |                    |
| Christine CHEZE-DHO               | Conseiller délégué |
| Conseillère municipale de Bourges |                    |

### Liste des présidents
| Période         | Période         | Identité        | Étiquette | Qualité |
| --------------- | --------------- | --------------- | --------- | --- |
| 2002            | 2008            | Serge Lepeltier | PR        | Maire de Bourges (1995 → 2004 et 2005 → 2014), Député (1993 → 1997), sénateur (1998 → 2004), ministre (2004-2005), conseiller régional 1992 → 1994 et 2010 → 2011) |
| 2008            | 2014            | Alain Tanton    | MoDem     | Maire-adjoint de Bourges |
| 16 avril 2014   | 15 juillet 2020 | Pascal Blanc    | UDI       | Maire de Bourges (2014 → 2020) |
| 15 juillet 2020 | En cours        | Irène Felix     | DVG       | Conseillère municipale de Bourges Conseillère départementale du Cher (depuis 2015)                                                                                 |

### Compétences
L'intercommunalité exerce des compétences qui lui sont déléguées par l'ensemble des communes qui la composent.
Il s'agit des compétences suivantes :
Compétences obligatoires
- Développement économique
- Aménagement de l’espace communautaire
- Équilibre social de l’habitat
- Politique de la ville dans la communauté

Compétences optionnelles
- Voirie
- Assainissement collectif
- Assainissement non collectif
- Eau
- Protection et mise en valeur de l'environnement et du cadre de vie ( à compter du 1er janvier 2010): "lutte contre la pollution de l'air, lutte contre les nuisances sonores, soutien aux actions de maîtrise de la demande d'énergie, élimination et valorisation des déchets des ménages et déchets assimilés"

Compétences facultatives
- Aménagement et gestion des aires de stationnement pour les gens du voyage
- Archéologie préventive[11].
- À compter du 1er janvier 2010 la compétence "incendie et secours" est transférée à Bourges Plus

Cette compétence prend en compte 
•La contribution financière des communes au budget du Service Départemental d’Incendie et de Secours 
•La gestion et l’entretien des réseaux d’incendie communaux dans les conditions fixées par la loi
- Développement de l’Enseignement Supérieur et de la Formation
- Toute autre compétence communale dont le transfert aura été décidé par délibérations concordantes du conseil communautaire et des conseils municipaux dans les conditions de majorité requise pour la création de la présente Communauté d’Agglomération.

### Régime fiscal et budget
Le régime fiscal de la communauté d'agglomération est la fiscalité professionnelle unique (FPU).